# アメリカン・パイ in バンド合宿
『アメリカン・パイ in バンド合宿』（原題: American Pie Presents: Band Camp）は、2005年のアメリカ合衆国の映画。

## キャスト
※括弧内は日本語吹替。
- マット・ステイフラー：タッド・ヒルゲンブリンク（川島得愛）
- ジムの父：ユージン・レヴィ（星野充昭）
- エリス：アリエル・ケベル（桑島法子）
- クロエ：クリスタル・ライトニング（渡辺明乃）
- クリス・オーウェン
- ティモシー・スタック
- リリー・マライエ
- アーニー：ジェイソン・アールズ（水島大宙）
- ブランドン：マット・バー（奥田啓人）
- クレア・ティテルマン
- アンジェラ・リトル
- ジミー：ジュン・ヒー・リー（加藤将之）

日本語吹替その他：伊藤健太郎、宗矢樹頼、上田陽司、山岸功、小上裕通、小池亜希子、前田ゆきえ、加藤優子、浅野るり、寺田はるひ、峯香織、三戸貴史、根本圭子
日本語版制作スタッフ 演出：神尾千春、翻訳：アンゼたかし、制作：ACクリエイト

## シリーズ
- 第1作 『アメリカン・パイ』 American Pie (1999)
- 第2作『アメリカン・サマー・ストーリー』 American Pie 2 (2001)
- 第3作 『アメリカン・パイ3:ウェディング大作戦』 American Wedding (2003)
- 第5作 『アメリカン・パイ in ハレンチ・マラソン大会』 American Pie Presents: The Naked Mile (2006) ※ビデオムービー
- 第6作 『アメリカン・パイ in ハレンチ課外授業』American Pie Presents: Beta House (2007)
- 第7作 『アメリカン・パイ in ハレンチ教科書』American Pie Presents: The Book Of Love (2009)
- 第8作 『アメリカン・パイパイパイ!完結編 俺たちの同騒会』American Reunion (2012)